# 1-苯基-1-丙酮肟
1-苯基-1-丙酮肟是一种有机化合物，化学式为C9H11NO，是一种肟。

## 制备及性质
它可由苯丙酮和盐酸羟胺在乙酸钠存在下反应得到。在十二羰基三钌的催化下，它在苯中可以被一氧化碳脱氧，生成α-乙基亚苄亚胺。在乙腈中，氯化铝或氯化汞催化下，它可以重排为N-苯基丙酰胺。
它和苯基溴化镁反应，可以得到2-甲基-3,3-二苯基氮丙环：